# 实体论
实体论（英語：Substance Theory）或实体-属性论（英語：Substance–Attribute Theory），是一种本体论理论，该理论认为每一个客体都是由与之不同的实体和实体所具有的属性所构成。在这里，实体可以被视为基底或物自体。这些实体被认为是独立的存在，即可以凭借自身而存在。实体的另一特征是可以“经历变化”。